# Lema de Jordan
En anàlisi complexa, el lema de Jordan és un resultat usat freqüentment en conjunció amb el teorema dels residus per avaluar integrals de contorn i integrals impròpies. El nom prové del matemàtic francès Camille Jordan.

## Enunciat
Considerem una funció contínua f amb valors complexos, definida en un contorn semicircular
{\displaystyle C_{R}=\{z:z=R\!\cdot \!e^{i\theta },\theta \in [0,\pi ]\}}
de radi R > 0 situat en el semiplà superior, centrat a l'origen. Si la funció f és de la forma
{\displaystyle f(z)=e^{iaz}g(z)\,,\quad z\in C_{R},}
amb el paràmetre a > 0, llavors el lema de Jordan estableix la següent fita superior per la integral de contorn:
{\displaystyle {\biggl |}\int _{C_{R}}f(z)\,dz{\biggr |}\leq {\frac {\pi }{a}}\max _{\theta \in [0,\pi ]}{\bigl |}g{\bigl (}R\!\cdot \!e^{i\theta }{\bigr )}{\bigr |}\,.}
També és vàlid un resultat similar per un contorn semicircular en el semiplà inferior quan a < 0.

### Observacions
- Si f està definida i és contínua en el contorn semicircular CR per qualsevol R gran i

{\displaystyle M_{R}:=\max _{\theta \in [0,\pi ]}{\bigl |}g{\bigl (}R\!\cdot \!e^{i\theta }{\bigr )}{\bigr |}\to 0\quad {\mbox{quan }}R\to \infty \,,\qquad (*)}
llavors pel lema de Jordan
{\displaystyle \lim _{R\to \infty }\int _{C_{R}}f(z)\,dz=0.}
- Pel cas a = 0, vegeu el lema d'estimació.

- Comparant amb el lema d'estimació, la fita superior en el lema de Jordan no depèn de forma explícita de la longitud del contorn CR.

## Aplicació del lema de Jordan

El camí C és la concatenació dels camins C_{1} i C₂.

El lema de Jordan proveeix d'una forma senzilla per calcular la integral al llarg de l'eix real de funcions f (z) = eiazg(z) holomorfes en el semiplà superior i contínues en el semiplà superior tancat, excepte possiblement un nombre finit de nombres no-reals z1, z₂, ..., zn. Considerem el contorn tancat C, que és la concatenació dels camins C1 i C₂ mostrats a la figura. Per definició,
{\displaystyle \oint _{C}f(z)\,dz=\int _{C_{1}}f(z)\,dz+\int _{C_{2}}f(z)\,dz\,.}
Com que en C₂ la variable z és real, la segona integral és real:
{\displaystyle \int _{C_{2}}f(z)\,dz=\int _{-R}^{R}f(x)\,dx\,.}
Es pot calcular el membre esquerre de la igualtat mitjançant el teorema dels residus, obtenint així, per tot R més gran que el màxim dels |z1|, |z₂|, ..., |zn|,
{\displaystyle \oint _{C}f(z)\,dz=2\pi i\sum _{k=1}^{n}\operatorname {Res} (f,z_{k})\,}
on Res(f, zk) simbolitza el residu de f a la singularitat zk. Per tant, si f satisfà la condició (*), llavors prenent el límit quan R  tendeix a infinit, la integral de contorn sobre C1 s'anul·la pel lema de Jordan, i obtenim el valor de la integral impròpia 
{\displaystyle \int _{-\infty }^{\infty }f(x)\,dx=2\pi i\sum _{k=1}^{n}\operatorname {Res} (f,z_{k})\,.}

## Exemple
La funció
{\displaystyle f(z)={\frac {e^{iz}}{1+z^{2}}},\qquad z\in {\mathbb {C} }\setminus \{i,-i\},}
satisfà la condició del lema de Jordan amb a = 1 per qualsevol R > 0 amb R ≠ 1. Notem que, per R > 1,
{\displaystyle M_{R}=\max _{\theta \in [0,\pi ]}{\frac {1}{|1+R^{2}e^{2i\theta }|}}={\frac {1}{R^{2}-1}}\,}
llavors es compleix (*). Com que l'única singularitat de f en el pla superior és a z = i, quan apliquem el lema de Jordan obtenim
{\displaystyle \int _{-\infty }^{\infty }{\frac {e^{ix}}{1+x^{2}}}\,dx=2\pi i\,\operatorname {Res} (f,i)\,.}
Com que z = i és un pol simple de f i 1 + z² = (z + i)(z - i), obtenim
{\displaystyle \operatorname {Res} (f,i)=\lim _{z\to i}(z-i)f(z)=\lim _{z\to i}{\frac {e^{iz}}{z+i}}={\frac {e^{-1}}{2i}}}
amb la qual cosa
{\displaystyle \int _{-\infty }^{\infty }{\frac {\cos x}{1+x^{2}}}\,dx=\operatorname {Re} \int _{-\infty }^{\infty }{\frac {e^{ix}}{1+x^{2}}}\,dx={\frac {\pi }{e}}\,.}
Aquest resultat il·lustra com algunes integrals difícils de calcular es poden resoldre mitjançant tècniques d'anàlisi complexa.

## Demostració del lema de Jordan
Per definició d'integral curvilínia complexa,
{\displaystyle {\begin{aligned}\int _{C_{R}}f(z)\,dz&=\int _{0}^{\pi }g(R\!\cdot \!e^{i\theta })\,e^{iaR(\cos \theta +i\sin \theta )}\,iR\!\cdot \!e^{i\theta }\,d\theta \\&=R\int _{0}^{\pi }g(R\!\cdot \!e^{i\theta })\,e^{aR(i\cos \theta -\sin \theta )}\,ie^{i\theta }\,d\theta \,.\end{aligned}}}
La desigualtat
{\displaystyle {\biggl |}\int _{a}^{b}f(x)\,dx{\biggr |}\leq \int _{a}^{b}|f(x)|\,dx}
ens dona
{\displaystyle {\begin{aligned}I_{R}:={\biggl |}\int _{C_{R}}f(z)\,dz{\biggr |}&\leq R\int _{0}^{\pi }{\bigl |}g(R\!\cdot \!e^{i\theta })\,e^{aR(i\cos \theta -\sin \theta )}\,ie^{i\theta }{\bigr |}\,d\theta \\&=R\int _{0}^{\pi }{\bigl |}g(R\!\cdot \!e^{i\theta }){\bigr |}\,e^{-aR\sin \theta }\,d\theta \,.\end{aligned}}}
Usant MR segons la definició de (*) i la simetria sin θ = sin(π – θ), obtenim
{\displaystyle I_{R}\leq RM_{R}\int _{0}^{\pi }e^{-aR\sin \theta }\,d\theta =2RM_{R}\int _{0}^{\pi /2}e^{-aR\sin \theta }\,d\theta \,.}
Com que el gràfic de sin θ és una funció còncava en l'interval θ ∈ [0,π /2], el gràfic de sin θ queda per sobre de la recta que connecta els seus extrems; llavors
{\displaystyle \sin \theta \geq {\frac {2\theta }{\pi }}\quad }
per qualsevol θ ∈ [0,π /2], que al seu torn implica que
{\displaystyle I_{R}\leq 2RM_{R}\int _{0}^{\pi /2}e^{-2aR\theta /\pi }\,d\theta ={\frac {\pi }{a}}(1-e^{-aR})M_{R}\leq {\frac {\pi }{a}}M_{R}\,.}